# Заклинський Ростислав Романович
Заклинський Ростислав Романович (псевдоніми і криптоніми: Славко, Закл., Рост., Ром., З. Я., В'юн, Славко З., Юн В., Р. З., Н. Н.; *20 жовтня 1887, Станиславів (нині Івано-Франківськ) — †18 вересня 1974, Львів) — український історик, письменник, редактор, педагог, фольклорист, музеєзнавець, доктор права (1918)
Син Романа Гнатовича, брат Богдана Романовича та Корнила Романовича Заклинських.

## Життєпис
Закінчив Станиславівську гімназію. Навчався на юридичному факультеті Празького, Львівського університетів, закінчив юридичний факультет Віденського університету (1913), географічний факультет Самаркандського учительського інституту (1941).
1907 — адміністратор літературно-наукового місячника «На просвіті», 1909 — співробітник «Зірки», видання, призначеного для таємних гуртків молоді Станіслава. З 1910 працював у редакції газети «Громадський голос» (Львів), згодом — у бібліотеці НТШ. 1913–1918 редагував журнал «Шляхи». 1918 працював у адвокатській канцелярії Л. Бачинського у м. Станіслав. 1919 очолював друкований орган Української радикальної партії газету «Народ», 1920 — газету «Галицький комуніст». 1921–1926 (за іншими джерелами до 1924) — викладач Кам'янець-Подільського інституту народної освіти. 1924–1929 (за іншими джерелами — 1926–1933) — викладач у Київському сільськогосподарському та художньому інститутах. Був директором Історичного музею у Києві. 1930–1933 — редактор видавництва літератури і мистецтва, с.н.с. Інституту Тараса Шевченка у Харкові, водночас — директор музею Т. Г. Шевченка при Інституті.
31 серпня 1933 за безпідставними звинуваченнями звільнений з роботи, без суду і слідства висланий до Сибіру, згодом — до Карелії, Середньої Азії. Брав участь у будівництві Біломорканалу.
1948–1951 вчителював у Долішньо-Петранецькій семирічній школі на Станіславщині, керував Цитульською початковою школою на Львівщині. З 1960-х жив і працював у Малих Кривчичах Львівської області.
Учасник таємних молодіжних гуртків драгоманівського напрямку. Входив до УРП (1908–1918), член її головної управи. Брав участь у роботі управи товариства «Українська молодіж» у Станіславі, заарештовувався та ув'язнювався за участь у боротьбі за український інститут у Львові (1910).
До 1 листопада 1918 перебував у лавах Легіону Українського Січового Стрілецтва, співробітник «Пресової квартири УСС», її власний воєнний кореспондент. Згодом належав до УГА. 1920 у складі Червоної Української Галицької армії воював проти поляків, 1921 вступив до КП(б)У. Належав до літературного об'єднання «Західна Україна».
Присуджено ступінь доктора права Ягелонським університетом у Кракові (1918).
Автор статей про творчість Ю. Федьковича, Лесі Українки, Марка Черемшини, М. Бажана. Упорядник архіву родини Заклинських.
1950-ті записував фольклор, переважно пісенні форми.

## Твори
- Світогляд Івана Франка. — Львів, 1916;
- Іван Франко як публіцист. — Львів, 1918;
- Громадсько-політичний рух в Галичині й Іван Франко // Іван Франко. — К., 1926;
- Іван Семанюк (Марко Черемшина) // Західна Україна. — 1927. — № 1;
- Марко Черемшина // Життя і революція. — 1927. — № 9;
- Передмова до кн.: Атаманюк В. (Яблуненко). Над Дністром. — К., 1927;
- Осип Юрій Федькович. — К., 1929;
- Перша повість Івана Франка. — К., 1932.